# 1253 Frisia
1253 Frisia är en asteroid i huvudbältet som upptäcktes den 9 oktober 1931 av den tyske astronomen Karl Wilhelm Reinmuth. Asteroidens preliminära beteckning var 1931 TV1. Asteroiden fick senare namn efter provinsen Friesland i norra Nederländerna.
Den tillhör asteroidgruppen Themis.
Frisias senaste periheliepassage skedde den 31 januari 2022. Asteroidens rotationstid har beräknats till 14,56 timmar.